# Get Lucky (Mark Knopfler)
| Recensione | Giudizio |
| ---------- | -------- |
| AllMusic   |          |

Get Lucky è il sesto album della carriera solista di Mark Knopfler, pubblicato il 14 settembre 2009.

## Il disco
Get Lucky esce a 2 anni di distanza da Kill to Get Crimson, pubblicato nel 2007. Il disco è composto da undici inediti da studio e riprende un sound simile al precedente album tra rock, folk e blues; tra le canzoni del disco si ricordano Border Reiver dallo stile country ma con sonorità celtiche, You Can't Beat The House, la pregiata Monteleone, Cleaning My Gun che richiama lo stile tipico dei Dire Straits per passare ad altre canzoni più lente come Remembrance Day, la title track Get Lucky, So Far from the Clyde e Piper to the End, ultima traccia del disco, dedicata dallo stesso Knopfler allo zio Frederick, caduto in guerra nel 1940 presso Arras.
All'uscita del disco è seguito un tour mondiale di successo al termine del quale sono state rese disponibili delle registrazioni acquistabili tramite download digitale o su supporto USB con il titolo Get Lucky Tour.

## Formati
L'album è pubblicato in tre versioni: CD Standard;  CD+DVD Digipack; Deluxe Edition BOX SET. Quest'ultima, la più costosa, contiene:  2 CD (standard album + CD con 3 brani extra); 2 DVD (DVD 1: v. digipack – DVD 2:  filmati backstage/ tour tratti dal tour Kill to Get Crimson);  2 x vinili 12 inch da 180 grammi; booklet di 16 pagine; 3 fiche, 2 dadi da gioco, 1 tablatura per chitarra del brano Get Lucky (210x197mm); 1 riproduzione di biglietto concerto (150x70mm).

## Tracce
Testi e musiche di Mark Knopfler.
1. Border Reiver – 4:35
2. Hard Shoulder – 4:33
3. You Can't Beat the House – 3:25
4. Before Gas & TV – 5:50
5. Monteleone – 3:39
6. Cleaning My Gun – 4:43
7. The Car Was the One – 3:55
8. Remembrance Day – 5:05
9. Get Lucky – 4:33
10. So Far from the Clyde – 5:58
11. Piper to the End – 5:47

## Formazione

### Gruppo
- Mark Knopfler - voce e chitarra
- Guy Fletcher - tastiera
- Richard Bennett - chitarra
- Matt Rollings - tastiera
- Glenn Worf - basso e contrabbasso
- Danny Cummings - batteria

### Altri musicisti
- John McCusker – violino e cetera
- Phil Cunningham – fisarmonica
- Michael McGoldrick – flauto e tin whistle

## Classifiche
| Classifica (2009)        | Posizione massima |
| ------------------------ | ----------------- |
| Australia                | 43                |
| Austria                  | 10                |
| Belgio (Fiandre)         | 12                |
| Belgio (Vallonia)        | 8                 |
| Canada                   | 16                |
| Danimarca                | 2                 |
| Finlandia                | 17                |
| Francia                  | 10                |
| Germania                 | 2                 |
| Italia                   | 2                 |
| Norvegia                 | 1                 |
| Nuova Zelanda            | 5                 |
| Paesi Bassi              | 3                 |
| Polonia                  | 3                 |
| Portogallo               | 9                 |
| Regno Unito              | 9                 |
| Spagna                   | 4                 |
| Stati Uniti              | 17                |
| Stati Uniti (digital)    | 15                |
| Stati Uniti (rock)       | 5                 |
| Stati Uniti (tastemaker) | 12                |
| Svezia                   | 6                 |
| Svizzera                 | 5                 |